# Confédération nationale du travail
In Frankreich tragen zwei Gewerkschaften den Namen Confédération nationale du travail (CNT).
Ihren Ursprung haben beide in einer Gruppe, die 1946 von im französischen Exil lebenden spanischen Anarchosyndikalisten gegründet wurde. Mit ihrem Namen bezogen sie sich auf die spanische Confederación Nacional del Trabajo.

## CNT-F

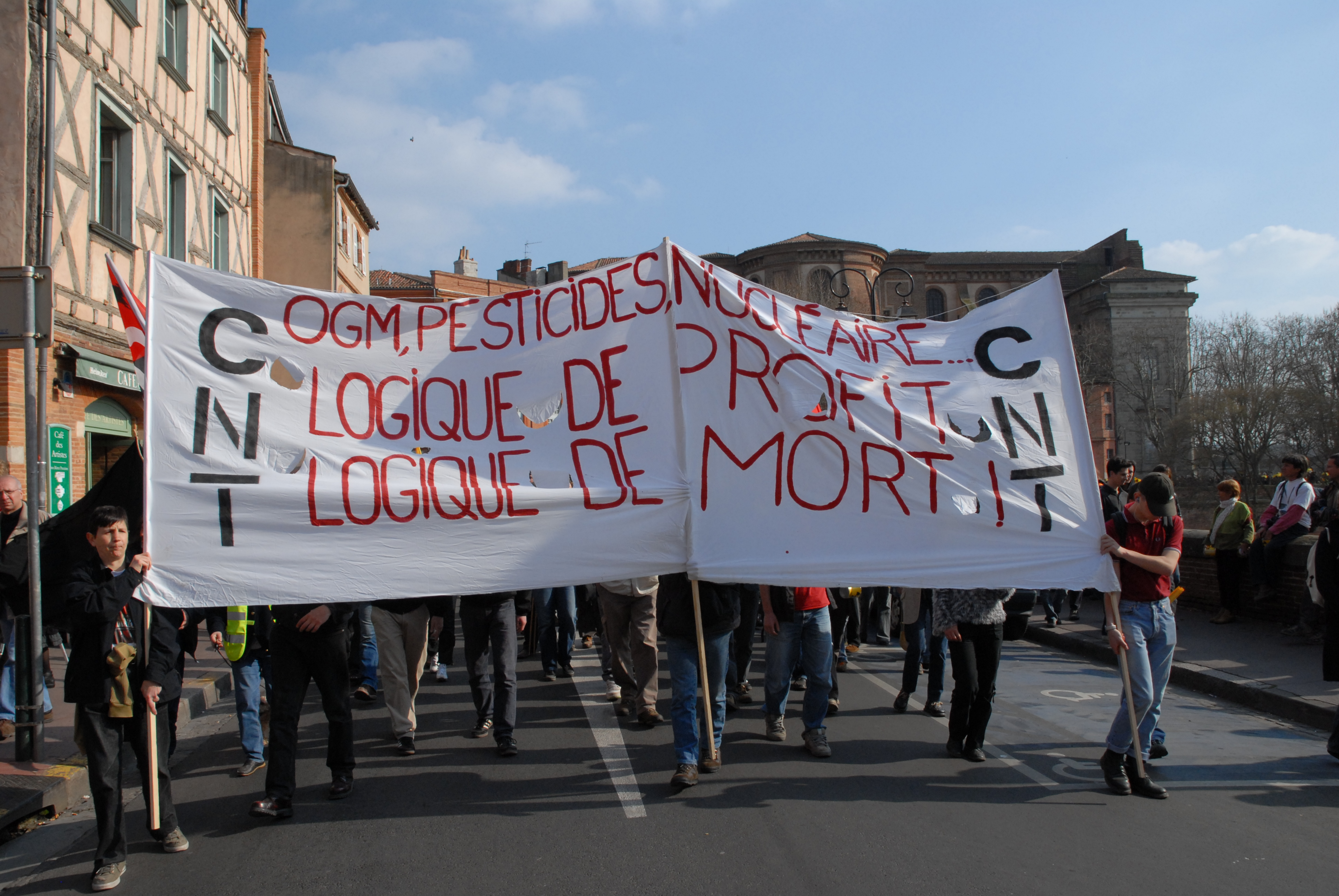
CNT-F

Die Confédération Nationale du Travail-Vignoles (CNT-F) ist eine revolutionär-syndikalistische Gewerkschaftsföderation, die 1995/96 aus der anarchosyndikalistischen Internationalen ArbeiterInnen-Assoziation (IAA) ausgeschlossen wurde. Die CNT-F ist in 66 Regionen Frankreichs und der Übersee-Départements präsent und vereint Gewerkschaften aus 14 Branchen (Stand: März 2005). Die Mitgliederzahl geht gegen 1.000 (Quelle: Internes Bulletin, März 2004). Die in den letzten Jahren stark gewachsene Gewerkschaft war in jüngster Zeit in vielen Streiks, besonders im Dienstleistungssektor von Paris, aktiv. Die sogenannte „CNT-Vignoles“ tritt auch bei Demonstrationen von Globalisierungskritikern in Erscheinung, so in Göteborg und Évian geschehen.

## CNT-IAA

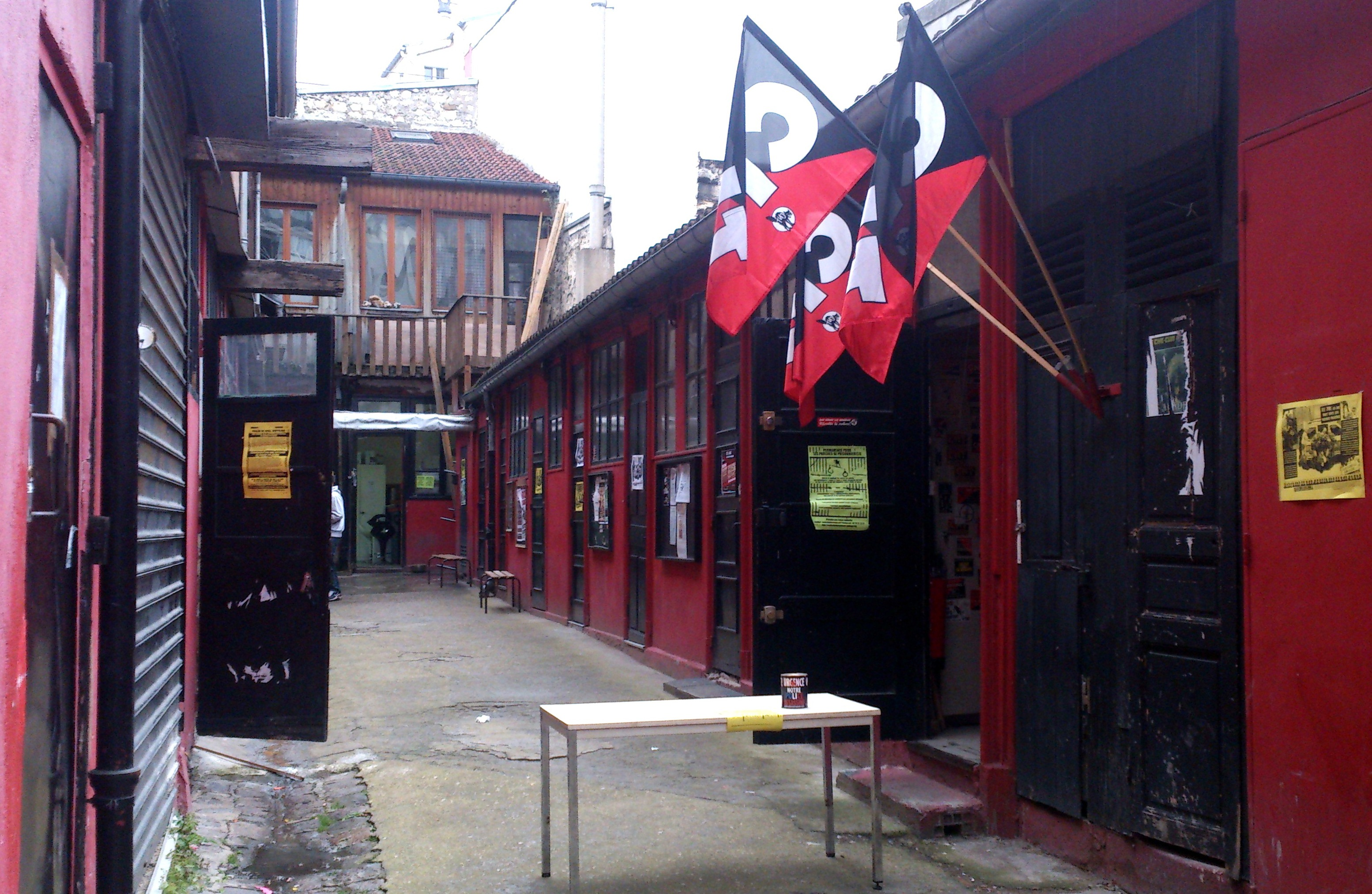
Sitz der CNT in Paris, Rue des Vignoles 33

Die Confédération Nationale du Travail – AIT (CNT-IAA) ist der anarchosyndikalistischen Internationalen ArbeiterInnen-Assoziation (IAA) angeschlossen. Sie ist eine dezentral föderativ aufgebaute anarchistische Gewerkschaftskonföderation und besteht aus lokalen beziehungsweise betrieblichen Gruppen (Syndikaten) in momentan 21 französischen Städten (2008). Ihre Mitgliederzahl liegt – nach eigenen Angaben – derzeit im dreistelligen Bereich. Sie gibt die dezentral produzierte, monatliche Zeitschrift Le Combat Syndicaliste heraus. Die CNT-IAA Toulouse verlegt außerdem die Zeitschrift "Anarchosyndicalisme".